# Henstedt-Ulzburg
Henstedt-Ulzburg là một đô thị ở huyện Segeberg, bang Schleswig-Holstein Segeberg, ở bang Schleswig-Holstein, Đức. Đô thị Henstedt-Ulzburg có diện tích 39,47 km², dân số thời điểm ngày 31 tháng 12 năm 2006 là 26.402 người.
Đô thị Henstedt-Ulzburg toạ lạc ở ngoại ô Hamburg có cự ly khoảng 30 km về phía bắc của Hamburg và 13 km về phía bắc của Norderstedt. Các sông Alster và Pinnau bắt nguồn ở Henstedt-Ulzburg.